# Jeff Wilson (giocatore di football americano)
Jeffrey Wilson Jr., detto Jeff (Elkhart, 16 novembre 1995), è un giocatore di football americano statunitense che milita nel ruolo di running back per i Miami Dolphins della National Football League (NFL).

## Carriera

### San Francisco 49ers
Wilson firmò con i San Francisco 49ers dopo non essere stato scelto nel Draft NFL 2018. Debuttò come professionista nella settimana 12 contro i Tampa Bay Buccaneers correndo 7 volte per 33 yard. La sua stagione da rookie si concluse con 266 yard corse e 98 ricevute. Nella stagione 2019 disputò 6 partite, di cui le prime 2 come titolare, segnando 4 touchdown su corsa e uno su ricezione. Il 2 febbraio 2020 scese in campo nel Super Bowl LIV in cui ricevette un passaggio da 20 yard ma i 49ers furono sconfitti per 31-20 dai Kansas City Chiefs.
Il 20 aprile 2020 Wilson firmò per un altro anno con i 49ers. Nella settimana 3 contro i New York Giants segnò un touchdown su corsa e uno su ricezione nella vittoria per 36–9. Nella settimana 7 corse 112 yard e segnò un primato in carriera di 3 touchdown su corsa prima di uscire per un infortunio alla caviglia. Per quella prestazione fu premiato come running back della settimana.

### Miami Dolphins
Il 1º novembre 2022 i 49ers scambiarono Wilson con i Miami Dolphins per una scelta del quinto giro del Draft NFL 2023.

## Palmarès

### Franchigia
- National Football Conference Championship: 1

San Francisco 49ers: 2019

### Individuale
- Running back della settimana: 1

7ª del 2020